# Bank of the Metropolis Building
Das Bank of the Metropolis Building ist ein 16-stöckiges Hochhaus am 31 Union Square in Manhattan, New York City. Es wurde von 1901 bis 1903 vom Architekten Bruce Price geplant und erbaut. Anfangs für die 1871 gegründete Bank of Metropolis als Hauptquartier errichtet, wechselte das Gebäude 1918 den Besitzer. Im Jahre 1975 erfolgte eine grundlegende Renovierung und der Umbau zu Eigentumswohnungen.

## Geschichte

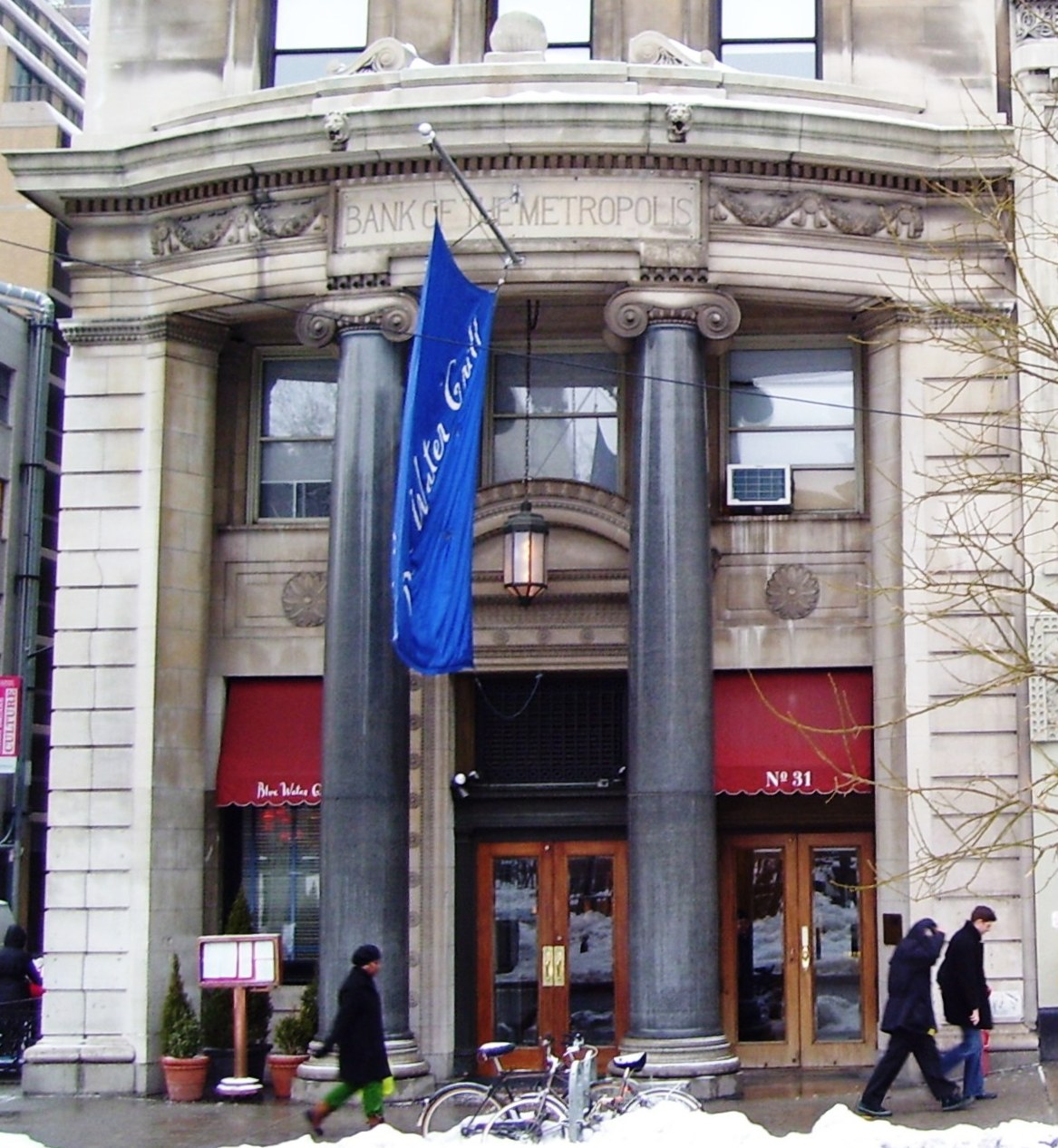
Eingang am Union Square 2011

Die Bank of Metropolis wurde 1871 von neureichen Kaufleuten gegründet. Sie öffnete am 31 Union Square ihr Hauptquartier, bis  sie später weiter Richtung Süden zog. Im 19. Jahrhundert wurden am Union Square viele niedrige Flachbauten durch größere Bürogebäude ersetzt. Viele Gebäude entstanden dabei im Queen Anne Style am Union Square und auch die Bank of the Metropolis plante ein neues Hauptquartier. Das Decker Building der Decker Brothers Piano Company öffnete bereits 1881 und war Ansporn für die Bank ein höheres Gebäude nebenan zu errichten.
Vor dem Bau des Bankgebäudes befand sich am 31 Union Square der stadtbekannte Buchladen Brentano’s Bookstore. Im Umgangssprachlichen wurde deshalb das benachbarte Decker Building auch immer als „next to Brentano's“ beschrieben. Die Bank erwarb das Grundstück und beauftragte 1902 den Architekten Bruce Prince mit dem Bau des 16-stöckigen Wolkenkratzers.
Der Bau begann im Jahr 1901 unter der Verantwortung der George A. Fuller Company, welche vor allem durch ihr eigenes Hauptquartier, dem Flatiron Building (oder auch Fuller Building) bekannt wurde. Die Baukosten betrugen insgesamt 500.000 Dollar. Auffallend war vor allem der schmale Baukörper des Gebäudes. Mit 62,48 Metern Höhe war es damals eines der höchsten Gebäude der Umgebung.
Das Gebäude wurde am 12. Juli 1988 von der Landmarks Preservation Commission unter Denkmalschutz gestellt und am 15. November 2003 in das National Register of Historic Places eingetragen. Direkt an das Gebäude grenzt das Decker Building, welches ebenfalls 1988 unter Denkmalschutz gestellt wurde. Ebenfalls unmittelbar in der Nähe befindet sich das Hartford Building.